# 奇瓦塔
奇瓦塔是哥倫比亞的城鎮，位於該國東北部，由博亞卡省負責管轄，距離首府通哈6公里，始建於1556年3月5日，面積51平方公里，海拔高度2,989米，2005年人口4,977。
5°32′N 73°16′W / 5.533°N 73.267°W